# LGBT práva v Jižním Súdánu

Duhová mapa Jižního Súdánu

Lesby, gayové, bisexuálové a translidé (LGBT) se v Jižním Súdánu setkávají s právními komplikacemi, se kterými většinová populace nemá zkušenosti. Mužská stejnopohlavní sexuální aktivita je nezákonná a trestána až desetiletým odnětím svobody. 

## Zákony
Jižní Súdán byl dříve součástí Súdánu, a tudíž se do jeho právního řádu promítla šaría, podle které je homosexuální aktivita nelegální a trestána buď bičováním nebo trest smrtí. V r. 2008 přijala autonomní vláda Jižního Súdánu vlastní trestní zákoník trestající "tělesné kontakty proti přírodním zákonům" odnětím svobody v délce trvání deseti let.

## Stejnopohlavní manželství
Stejnopohlavní manželství je nadále nelegální a žádná politická strana se o něm nezmiňuje.

## Sociální postoje
V červenci 2010 řekl nynější prezident Jižního Súdánu Salva Kiir Mayarditpro Radio Netherlands Worldwide, že homosexualita není součástí charakteru jihosúdánského lidu. Není to nic, co by chtěl kdokoli z nás v Jižním Súdánu nějak podrobna rozebírat. Není to nic, co bychom chtěli mít k nám improtovat nebo od nás exportovat. Rozhodně se tomu nedostane žádné podpory a bude to vždy předmětem všeobecného zatracení," řekl.
V r. 2006 Abrahám Mayom Athiaan, biskup v Jižním Súdánu, způsobil poprask v Súdánské episkopální církvi, když řekl, že vedení církve není dostatečně schopné tvrdě odsuzovat homosexualitu.
Zpráva Ministerstva zahraničí Spojených států amerických z r. 2011, oddělení lidských práv, shledala, že sociální diskriminace gayů a leseb je rozšířená, a že v zemi nepůsobí žádné známé LGBT organizace.

## Souhrnný přehled
| Legální stejnopohlavní styk                                                             | (Trest: Až 10 let vězení)  |
| Stejný věk legální způsobilosti k pohlavnímu styku pro obě orientace                    | No                         |
| Anti-diskriminační zákony v zaměstnání                                                  | No                         |
| Anti-diskriminační zákony v přístupu ke zboží a službám                                 | No                         |
| Anti-diskriminační zákony v ostatních oblastech (homofobní urážky, zločiny z nenávisti) | No                         |
| Stejnopohlavní manželství                                                               | (Ústavní zákaz od r. 2011) |
| Jiná forma stejnopohlavního soužití                                                     | No                         |
| Adopce dítěte partnera                                                                  | No                         |
| Společná adopce dětí stejnopohlavními páry                                              | No                         |
| LGBT lidé smějí otevřeně sloužit v armádě                                               | No                         |
| Možnost změny pohlaví                                                                   | No                         |
| Přístup k umělému oplodnění pro lesbické ženy                                           | No                         |
| Náhradní mateřství pro gay páry                                                         | No                         |
| MSM smějí darovat krev                                                                  | No                         |